# Abronia aurita
O lagarto-jacaré arbóreo Cope (Abronia aurita) é uma espécie de lagarto encontrado em dois locais isolados na Guatemala, um no departamento de Alta Verapaz e o outro no departamento de Jalapa. Estes lagartos são encontrados apenas em grandes altitudes, de 600 a 800 metros acima do nível do mar, nos lados oeste e sul das cadeias de montanhas. Este lagarto é uma das 28 espécies de lagartos-jacaré, sendo a maioria arbórea, o que significa que vivem em árvores. Estes omnívoros são considerados ameaçados por causa da sua pequena população e enfrentam a extinção devido à degradação do habitat e às pressões do comércio de animais de estimação.

## Distribuição e habitat
O lagarto-jacaré arbóreo Cope, também conhecido como Abronia aurita, é uma espécie de lagarto-jacaré encontrado apenas em cerca de 400 quilómetros quadrados da Guatemala. Especificamente, o único habitat adequado para esta espécie está entre 600 a 800 metros acima do nível do mar nos lados oeste e sul da Serra de Xucaneb, no departamento de Alta Verapaz. Estas espécies são consideradas arbóreas, o que significa que vivem em árvores. Eles preferem fazer as suas casas nos troncos de árvores grandes e decadentes, encontradas nas florestas de carvalhos ou pinheiros. A alta densidade de árvores é considerada óptima para estas criaturas, pois garante oportunidades adequadas de habitat e abundância de recursos. Árvores cobertas de vegetação, como musgos, fetos ou bromélias, servem como sua principal fonte de habitat, pois essas adições contribuem para factores importantes no isolamento e controle de humidade.

## Características físicas
O comprimento típico do focinho até a abertura da boca fica na faixa de 7,8 a 18,4 centímetros, com o comprimento da cauda sendo aproximadamente o dobro do corpo. Estas criaturas são cobertas por escamas, as escamas localizadas no seu estômago são ligeiramente quilhadas enquanto as outras escamas no corpo permanecem planas. Eles têm uma cor no geral verde ao redor do corpo, mas os tons variam devido à variação ambiental e da estação. Todos os lagartos-jacaré têm olhos amarelos, com uma língua longa, delgada e bifurcada. Abronia aurita pode ser distinguida de outros lagartos jacarés semelhantes por ter uma cor verde um pouco mais pálida em suas escamas, acompanhada de muda preta nas bordas. Uma maneira de saber a diferença entre o macho e a fêmea é pelo formato da cabeça, o macho às vezes tem uma cabeça um pouco mais larga do que a fêmea. Além disso, os machos adultos podem ser identificados como apresentando coloração laranja no terço posterior das escamas do lado dorsal da cabeça. No entanto, a maioria dessas distinções só é percebida por um profissional e pode ser difícil para os amadores distinguir os dois sexos.

## Comportamento
Este lagarto geralmente move-se lentamente, mas é típico que caia no chão quando incomodado, seguido por escapar rapidamente para um ambiente seguro caso se sinta ameaçado. Embora possam sobreviver em temperaturas que variam de 4 a 32 graus celsius, eles movem-se consideravelmente mais devagar quando o ambiente está abaixo de 10 graus. Nessas temperaturas mais frias, estes lagartos também se escondem juntos em troncos de árvores podres e sob musgo para conservar calor e energia. Eles ficarão mais ativos quando as temperaturas ficarem na faixa de 24 a 27 graus e frequentemente serão vistos tomando banho de sol e procurando por comida nas primeiras horas da manhã. Foi reportado que a Abronia aurita também poderá ficar calma em cativeiro, se bem cuidada. Eles também podem ser propensos a morder se manuseados de forma agressiva ou não alimentados em intervalos regulares. Se a sua contenção for mantida fora da sua zona de temperatura ideal, eles frequentemente se esconderão em seus abrigos artificiais, tentando conservar energia ou a se esconder da luz.

## Dieta
A Abronia aurita são principalmente omnívoros, mas podem viver com insectos ou plantas por longos períodos de tempo. Em tempos de condições ideais, eles geralmente preferem forragear insectos abundantes, como grilos e gafanhotos, bem como outros invertebrados, como lagartas, caracóis, aranhas e larvas da farinha. Além disso, os lagartos-jacarés também comem bromélias, que servem como fonte vital de energia quando a abundância de insectos se esgota. Por causa disso, a presença de bromélias crescendo sobre e ao redor de seu habitat é um factor importante na determinação de sua localização imediata de habitat.

## Reprodução e ciclo de vida
Normalmente, os lagartos-jacarés arbóreos Cope levam até a segunda estação reprodutiva para que sejam grandes e sexualmente maduros o suficiente para se reproduzir. Estes lagartos são vivíparos (eles não põem ovos como muitos outros répteis), mas darão à luz filhotes vivos. O ritual de acasalamento deste lagarto-jacaré é semelhante ao de outros lagartos, que começa com o lagarto macho mordendo a cabeça da fêmea em uma demonstração de sua força e aptidão para o acasalamento. Eles permanecerão nesta posição até que a fêmea sucumba ao macho e permita que ele acasale com ela. Esse abraço pode durar várias horas. Cada fêmea dará à luz apenas uma ninhada por ano, entre 7 e 14 bebés por ninhada. A época de reprodução para esta espécie pode ser tão ampla quanto Julho a Novembro, com os recém-nascidos a nascer entre os meses de Março a Julho. O período de gestação desse lagarto é de 6 a 8 meses, período durante o qual a fêmea vai ganhar peso e desenvolver o que é conhecido como “sacos de giz” em sua papada como fonte de cálcio. Após o nascimento, ela não oferece nenhum cuidado pós-natal aos seus filhotes. Uma vez nascidos, esses lagartos não precisam depender de uma dieta limitada, mas podem começar a consumir o mesmo que os seus semelhantes adultos.

## Ameaças
A principal ameaça à biodiversidade para o lagarto-jacaré arbóreo Cope é determinada pela Lista Vermelha da IUCN como sendo a destruição de seu habitat. A degradação e a fragmentação de seu habitat adequado ocorreram como um efeito colateral da construção, formação agrícola e mineração de carvão, uma vez que essas actividades exigem o desflorestamento nessas áreas. Estes lagartos também são usados com frequência no comércio de animais de estimação, retirando-os de seus habitats naturais e distribuindo-os ao redor do globo, o que também esgota o tamanho de sua população nativa. Sua distribuição geográfica nativa na Guatemala não está actualmente sob proteção para esforços de conservação ou restauração.